# Шаньвей
Шаньвей (кит. спр. 汕尾市, піньїнь: Shànwěi Shì) — місто-округ в китайській провінції Гуандун. 

## Географія
Шаньвей розташовується на східному узбережжі провінції.

### Клімат
Місто знаходиться у зоні, котра характеризується вологим субтропічним кліматом. Найтепліший місяць — липень із середньою температурою 28.3 °C (83 °F). Найхолодніший місяць — січень, із середньою температурою 14.4 °С (58 °F).
| Клімат Шаньвея          | Клімат Шаньвея | Клімат Шаньвея | Клімат Шаньвея | Клімат Шаньвея | Клімат Шаньвея | Клімат Шаньвея | Клімат Шаньвея | Клімат Шаньвея | Клімат Шаньвея | Клімат Шаньвея | Клімат Шаньвея | Клімат Шаньвея | Клімат Шаньвея |
| Показник                | Січ.           | Лют.           | Бер.           | Квіт.          | Трав.          | Черв.          | Лип.           | Серп.          | Вер.           | Жовт.          | Лист.          | Груд.          | Рік            |
| Абсолютний максимум, °C | 26             | 25             | 31             | 31             | 32             | 33             | 33             | 36             | 37             | 32             | 32             | 27             | 37             |
| Середній максимум, °C   | 18             | 18             | 22             | 25             | 28             | 30             | 31             | 31             | 30             | 28             | 25             | 21             | 26             |
| Середня температура, °C | 14             | 15             | 18             | 22             | 25             | 27             | 28             | 28             | 27             | 24             | 21             | 17             | 22             |
| Середній мінімум, °C    | 10             | 12             | 15             | 19             | 23             | 25             | 25             | 25             | 24             | 20             | 17             | 13             | 19             |
| Абсолютний мінімум, °C  | 2              | 2              | 7              | 11             | 15             | 17             | 21             | 21             | 15             | 13             | 7              | 6              | 2              |
| Норма опадів, мм        | 20             | 50             | 70             | 110            | 140            | 220            | 270            | 240            | 150            | 40             | 30             | 30             | 1420           |
| Днів з дощем            | 4              | 6              | 7              | 8              | 9              | 15             | 14             | 13             | 8              | 5              | 5              | 4              | 101            |
| Вологість повітря, %    | 62             | 73             | 80             | 80             | 83             | 85             | 83             | 83             | 80             | 69             | 70             | 68             | 76             |
| ----------------------- | -------------- | -------------- | -------------- | -------------- | -------------- | -------------- | -------------- | -------------- | -------------- | -------------- | -------------- | -------------- | -------------- |
| Джерело: Weatherbase    |                |                |                |                |                |                |                |                |                |                |                |                |                |